# ژاک مارکت

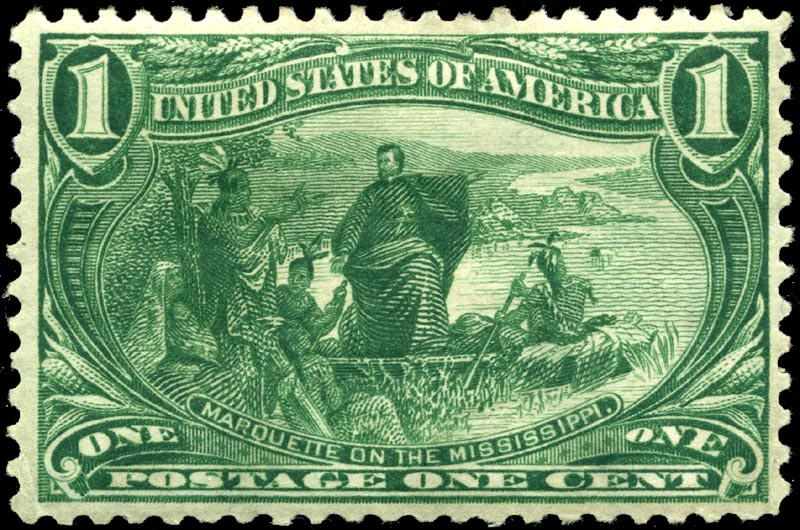
نگارهٔ پدر ژاک مارکت بر تمبری یک سنتی و آمریکایی مربوط به ۱۸۹۸، در این نگاره مارکت بر روی کانویی بر رود میسیسیپی به تصویر درآمده‌است.

ژاک مارکت(به فرانسوی: Jacques Marquette)(زادهٔ ۱ ژوئن ۱۶۳۷- مرگ ۱۸ مه ۱۶۷۵) کشیش و مبلغ مسیحی فرانسوی بود. او همچنین بنیادگذار نخستین کلنی‌های اروپایی‌نشین در میشیگان بود. همچنین او به همراه لوئیس جولیت نخستین غیر بومیانی بودند که از بخش شمالی میسیسیپی بازدید کردند.
ژاک مارکت در ۱۶۶۶ به انگیزهٔ دعوت سرخ‌پوستان به مسیحیت به کبک کوچید. بدین انگیزه زبان‌های سرخ‌پوستی را به خوبی فراگرفت. او همچنین در ۱۶۷۳ با گروهی سفری کاوشی را آغازید و با دو کانو از سنت. ایگنس تا خلیج مکزیک را درنوردید.
شهرک‌ها و رودهای چندی نام وی را برخود دارند از آن میان می‌توان به مارکت، میشیگان اشاره کرد.

## نگارخانه

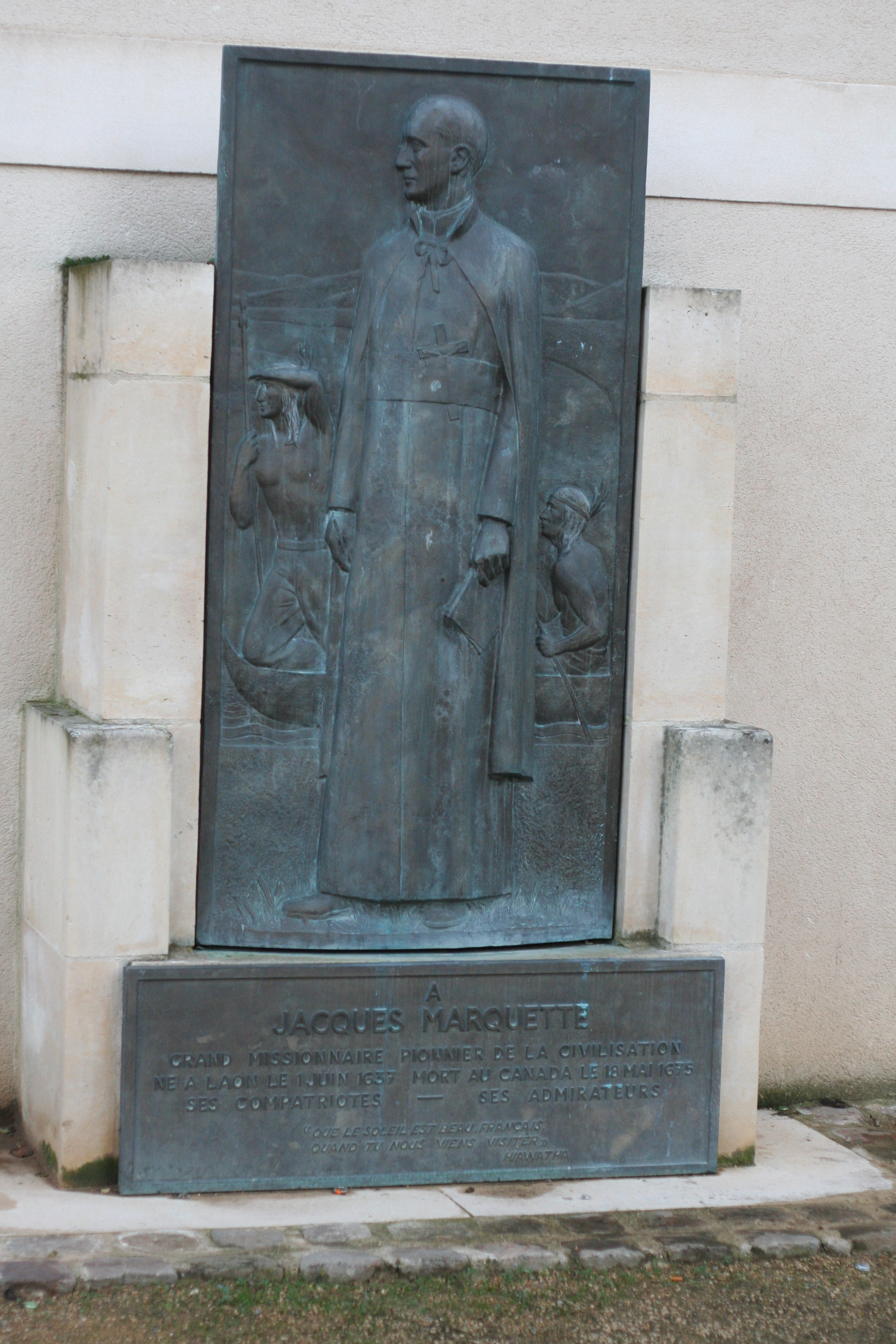
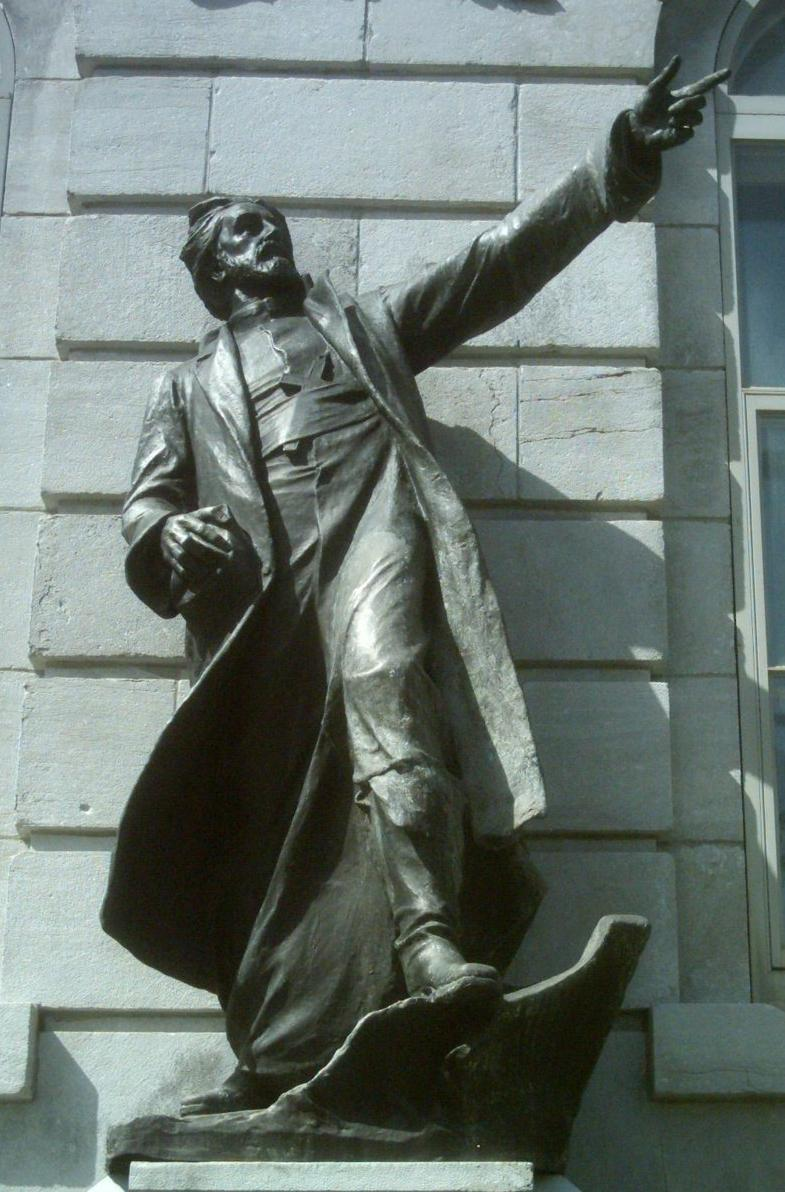
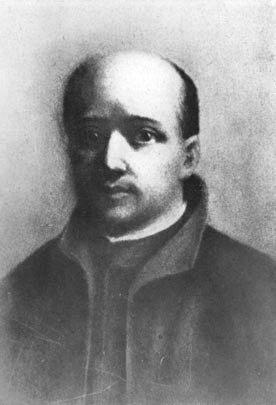
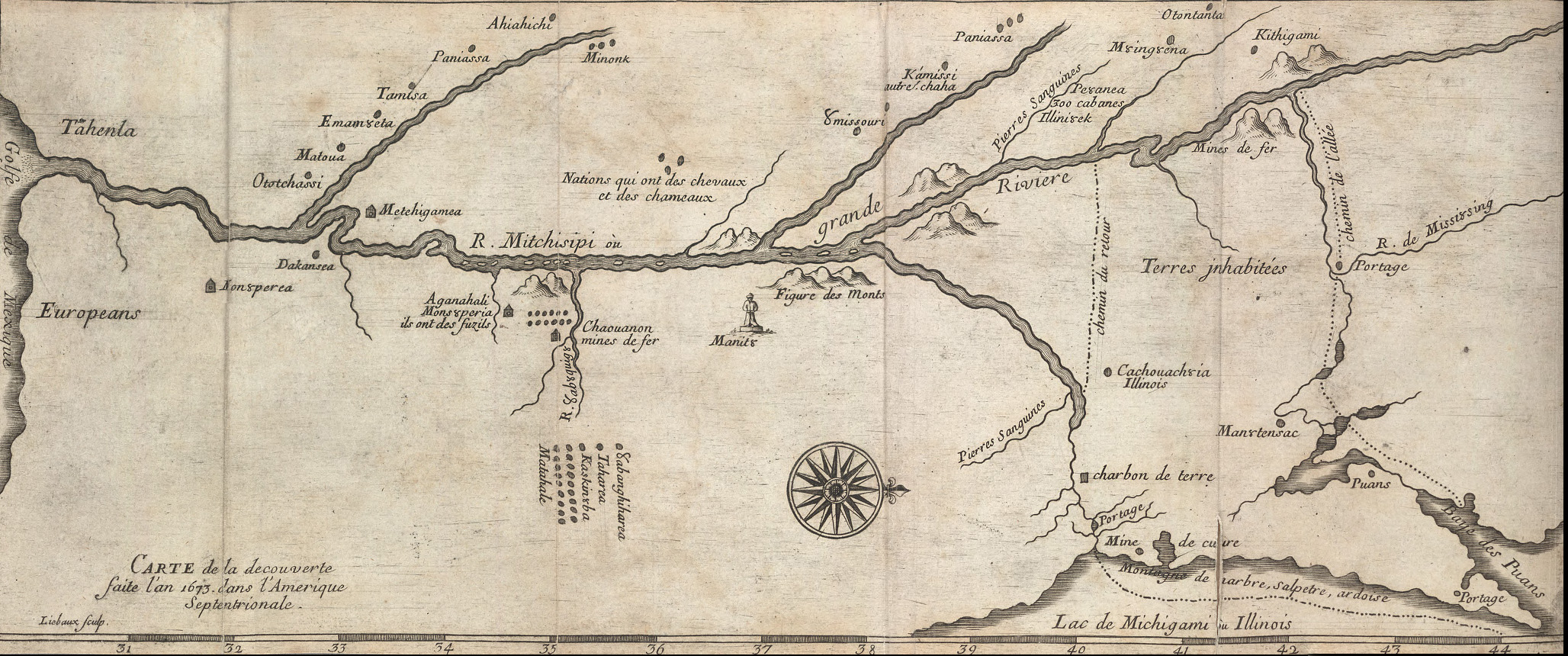
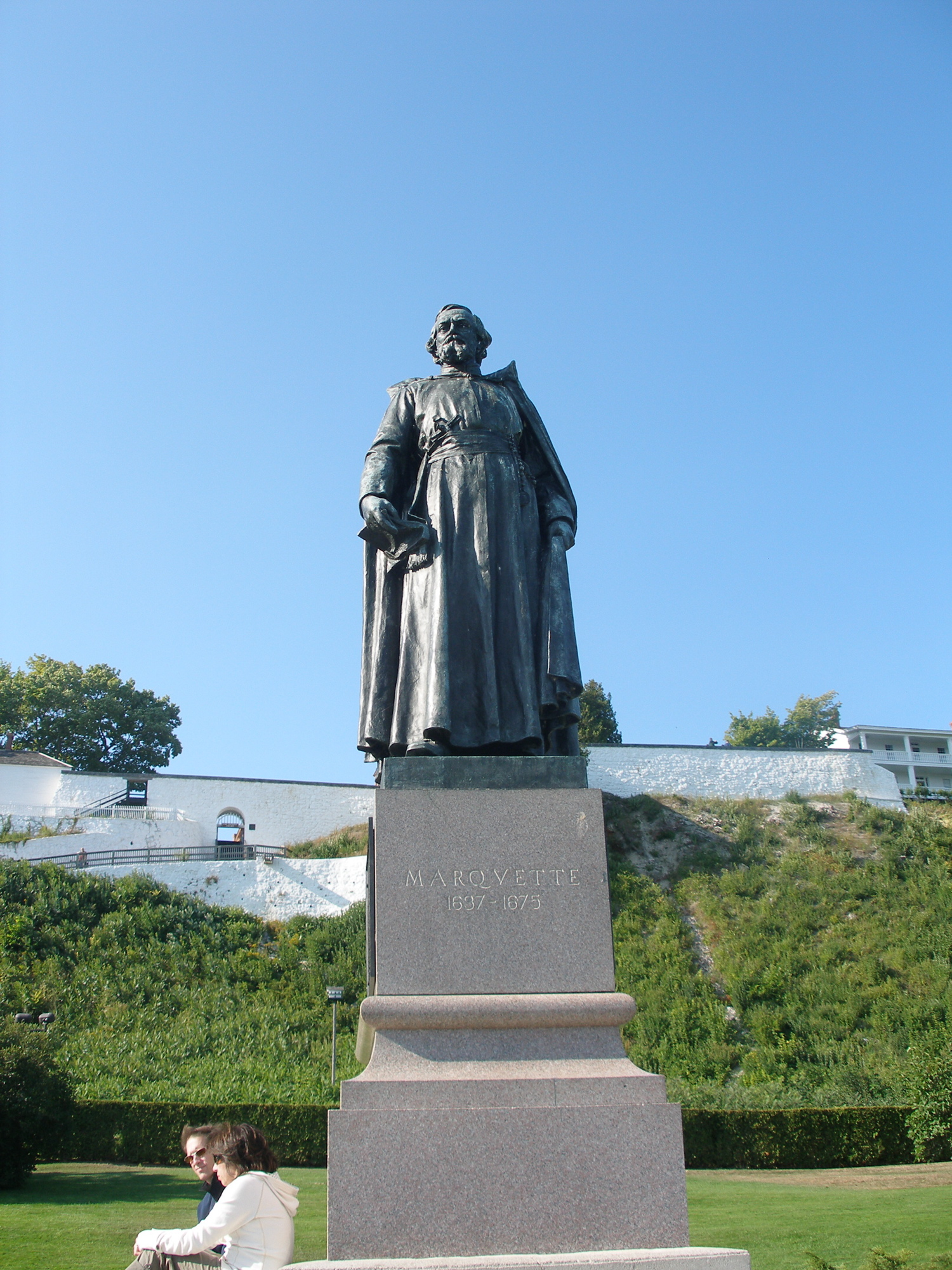
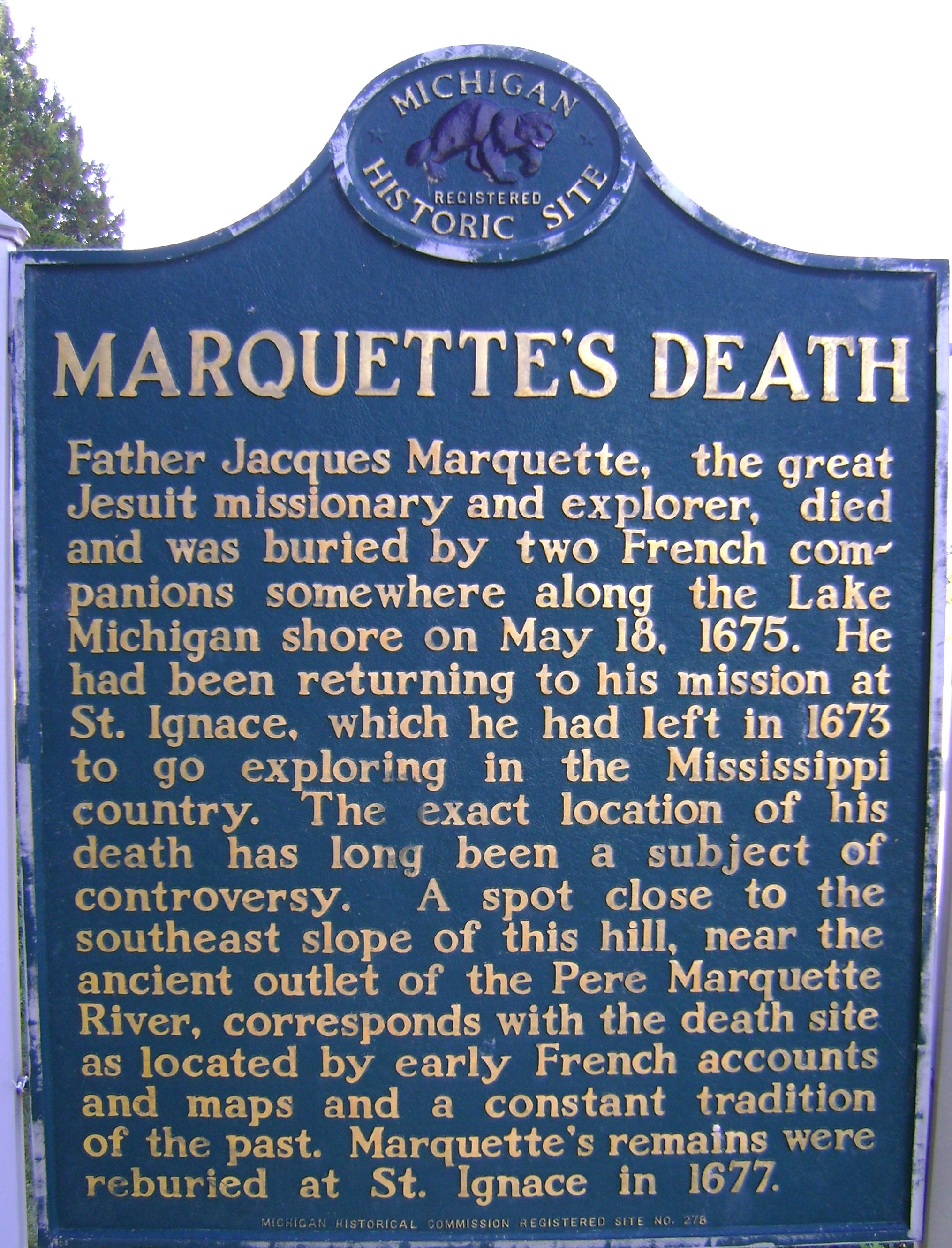
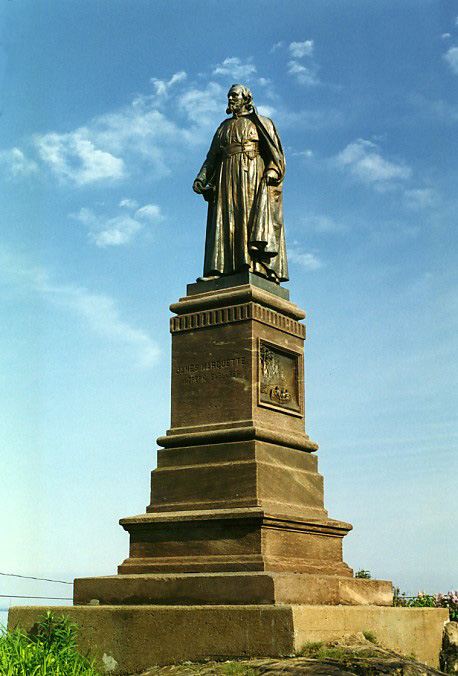
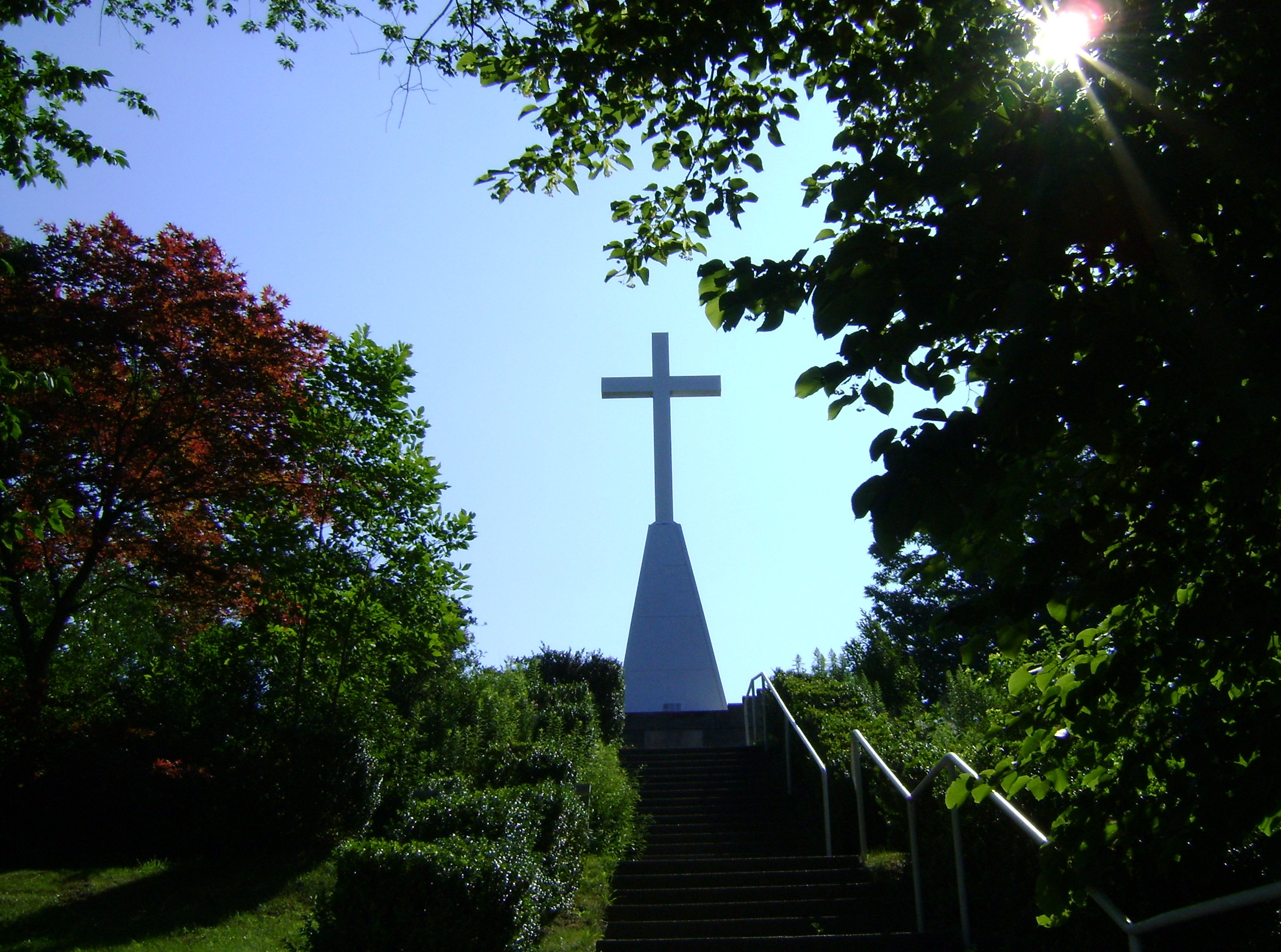